# مگامن: بالای پله‌ها
مگامن(به انگلیسی: Mega Man) (به ژاپنی: ロックマン) یک انیمیشن آمریکایی ساخته شده در سال ۱۹۹۳ ساخته شده است.
این انیمیشن از شبکه دو جمهوری اسلامی ایران نیز پخش شده است.